# Município de Harlem (condado de Delaware, Ohio)
O município de Harlem (em inglês: Harlem Township) é um município localizado no condado de Delaware no estado estadounidense de Ohio. No ano de 2010 tinha uma população de 3 953 habitantes e uma densidade populacional de 57,46 pessoas por km².

## Geografia
O município de Harlem encontra-se localizado nas coordenadas 40° 09′ 44″ N, 82° 48′ 13″ O. Segundo a Departamento do Censo dos Estados Unidos, o município tem uma superfície total de 68.8 km², da qual 68,77 km² correspondem a terra firme e (0,03 %) 0,02 km² é água.

## Demografia
Segundo o censo de 2010, tinha 3 953 pessoas residindo no município de Harlem. A densidade populacional era de 57,46 hab./km².